# Abbe Lane
Abbe Lane, pseudonimo di Abigail Francine Lassman (New York, 14 dicembre 1932), è una cantante e attrice statunitense che è stata in auge soprattutto negli anni cinquanta e anni sessanta.
Come personaggio della televisione le è stata dedicata una stella dell'Hollywood Walk of Fame al 6385 di Hollywood Boulevard.

## Biografia

Abbe Lane e Xavier Cugat nel 1961

Nata a Brooklyn in una famiglia ebrea,  da Abbey e Grace Lassman, mosse ancora bambina i primi passi nel mondo dello spettacolo come attrice radiofonica, riuscendo poi ad imporsi come cantante e ballerina a Broadway.
Giovanissima (aveva solo diciannove anni), si sposò nel 1952 con il musicista e direttore d'orchestra spagnolo, cubano d'adozione, Xavier Cugat, molto più maturo, avendo trentadue anni più di lei, la cui influenza è stata evidente nella produzione musicale dell'attrice-cantante, costituita prevalentemente da ritmi latino-americani come il mambo, il cha cha cha e la rumba. I due si separarono nel 1964. Nel 1965 si risposò con l'avvocato Perry Left.
Negli Stati Uniti ha partecipato a numerosi spettacoli televisivi fra cui Toast of the Town, recitando anche in ruoli secondari per serie televisive quali The Flying Nun, La famiglia Brady o Vega$.
Affermatasi come "femme fatale", ebbe grande popolarità in Italia, dove partecipò, fin dal 1955, generalmente in coppia con suo marito, ad alcuni show televisivi di successo (Casa Cugat, Giocondo ecc.) e recitò in diversi film, come Totò, Vittorio e la dottoressa (1957) di  Camillo Mastrocinque, con Totò e Vittorio De Sica, e Totò, Eva e il pennello proibito (1959) di Steno, sempre con Totò, Louis de Funès e Mario Carotenuto. Nel 1955, già rapidamente diventata popolarissimo personaggio dell’ancora giovane TV italiana, era apparsa nel ruolo di se stessa ne Lo scapolo, per la regia di Antonio Pietrangeli al fianco di Alberto Sordi. In quegli anni raccolse, accanto ai consensi del pubblico maschile, anche qualche critica per la sensualità prorompente che esprimeva, considerata eccessiva per i costumi dell'epoca.
Sempre in Italia, insieme a Xavier Cugat, Abbe Lane fu nel 1960 partner di Corrado nel programma televisivo Controcanale, scritto da Guglielmo Zucconi per la regia di Vito Molinari; fu, anche, interprete di I love New York, brano composto da Victor Bach, sigla di chiusura del programma televisivo Te la do io l'America, condotto nella primavera 1981 da Beppe Grillo.
Abbe Lane ha fatto la sua rentrée alla televisione italiana nell'ottobre 2008, partecipando come ospite d'onore alla quinta puntata della trasmissione di Rai 1 Tutti pazzi per la tele, condotta da Antonella Clerici e Carlo Pistarino.
In alcune performance cinematografiche e televisive Abbe Lane ha interpretato la parte di se stessa.

## Filmografia

### Cinema

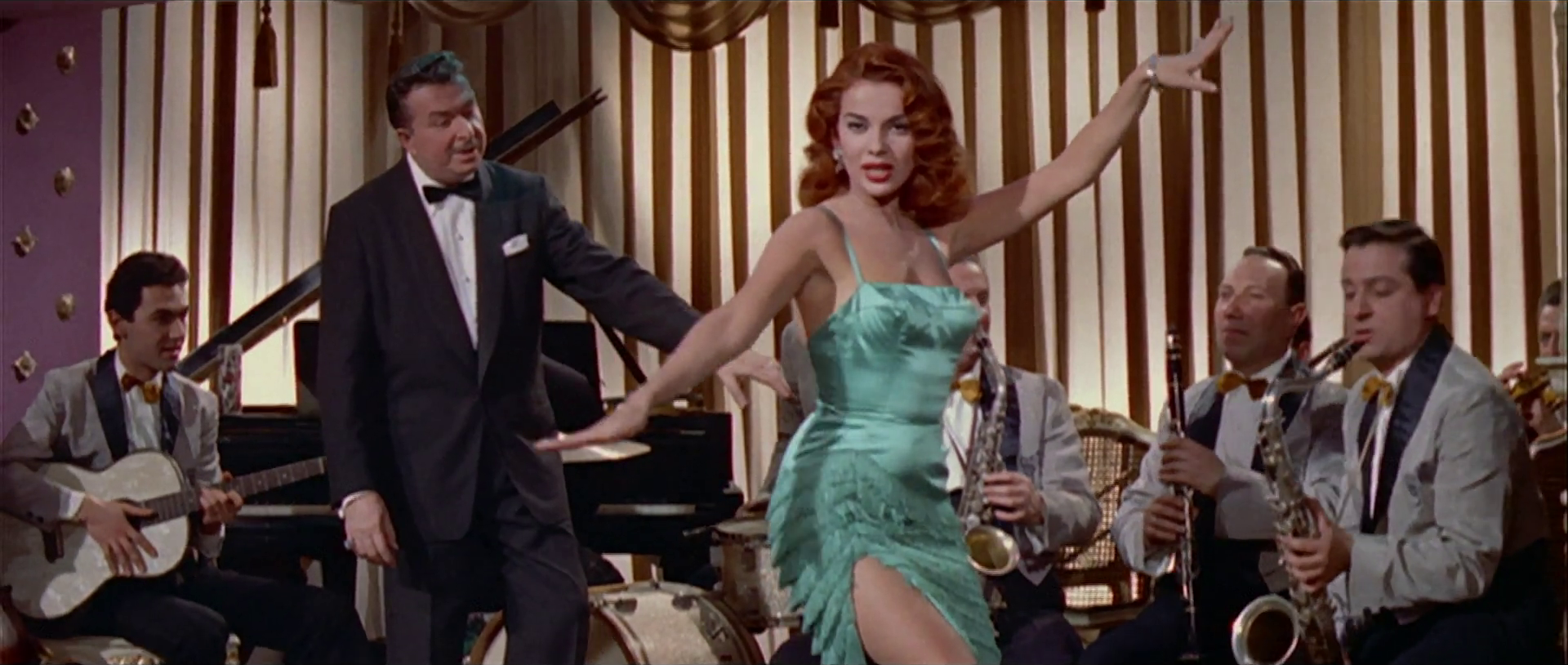
Abbe Lane col marito Xavier Cugat nel film Donatella di Mario Monicelli (1956)

Abbe Lane tra Giacomo Furia e Totò in Totò, Eva e il pennello proibito (1959)

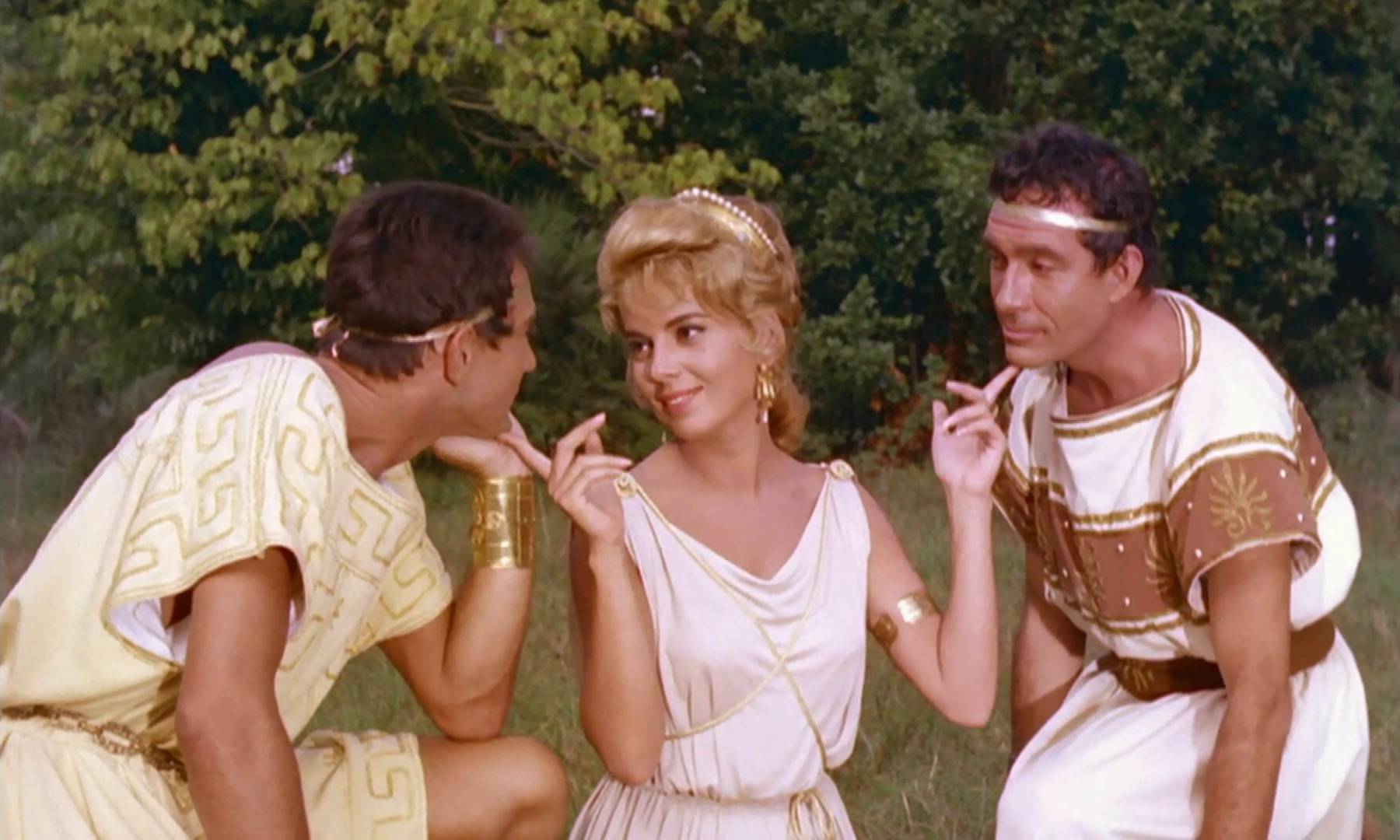
Abbe Lane tra Walter Chiari e Ugo Tognazzi ne I baccanali di Tiberio (1960)

- Al diavolo la celebrità, regia di Steno e Mario Monicelli (1951)
- Le ali del falco (Wings of the Hawk), regia di Budd Boetticher (1953)
- La mano vendicatrice (Ride Clear of Diablo), regia di Jesse Hibbs (1954)
- Il sindacato di Chicago (Chicago Syndicate), regia di Fred F. Sears (1955)
- L'americano (The Americano), regia di William Castle (1955)
- Lo scapolo, regia di Antonio Pietrangeli (1955)
- Quando tramonta il sole, regia di Guido Brignone (1956)
- Donatella, regia di Mario Monicelli (1956)
- Tempo di villeggiatura, regia di Antonio Racioppi (1956)
- I girovaghi, regia di Hugo Fregonese (1956)
- Totò, Vittorio e la dottoressa, regia di Camillo Mastrocinque (1957)
- Canto amore e cha cha cha, regia di Enrique Cahen Salaberry (1957)
- A sud niente di nuovo, regia di Giorgio Simonelli (1957)
- Parola di ladro, regia di Gianni Puccini e Nanni Loy (1957)
- Maracaibo, regia di Cornel Wilde (1958)
- Marinai, donne e guai, regia di Giorgio Simonelli (1958)
- Totò, Eva e il pennello proibito, regia di Steno (1959)
- Roulotte e roulette, regia di Turi Vasile (1959)
- Il mio amico Jekyll, regia di Marino Girolami (1960)
- I baccanali di Tiberio, regia di Giorgio Simonelli (1960)
- Giulio Cesare contro i pirati, regia di Sergio Grieco (1962)
- Das Feuerschiff (Crime on the High Seas), regia di Ladislao Vajda (1963)
- Un sorriso, uno schiaffo, un bacio in bocca, regia di Mario Morra (1976)
- Twilight Zone - The Movie, regia di Joe Dante, John Landis, George Miller, Steven Spielberg (1983)

### Televisione
- La città in controluce – serie TV (1961)
- La legge di Burke (Burke's Law) – serie TV, episodi 2x18-3x13 (1965)
- I forti di Forte Coraggio – serie TV (1966)
- Organizzazione U.N.C.L.E. – serie TV (1966)
- Cricket on the Hearth – film TV di animazione, solo doppiaggio (1967)
- The Flying Nun – serie TV, 1 episodio (1968)
- La famiglia Brady – sitcom, 1 episodio (1970)
- Vega$ – serie TV, 1 episodio (1979)
- Cuore e batticuore – serie TV, 1 episodio (1983)
- Storie incredibili (Amazing stories) – serie TV, 1 episodio (1985)

## Programmi televisivi italiani
- Casa Cugat (Programma Nazionale, 1955-1956)
- Controcanale (Programma Nazionale, 1960)
- Il giocondo (Programma Nazionale, 1963-1964)
- Te la do io l'America (Rete 1, 1981)

### Apparizioni televisive come ospite
- Xavier Cugat and His Orchestra (1952)
- Surprising Suzie  (1953)
- Toast of the Town (1954)
- The Ed Sullivan Show (1970, 21 puntate)
- The Colgate Comedy Hour (1955)
- The Xavier Cugat Show  (1957)
- The Steve Allen Show (1957-1958, 8 puntate)
- The Voice of Firestone (1958)
- What's My Line? (1958 e 1967, 2 puntate)
- The Red Skelton Show (1964)
- The Jack Benny Program (1964)
- Jungle Sketch (1964)
- The Hollywood Palace (1965-1968, 4 puntate)
- The Dean Martin Show (1966-1967, 2 puntate)
- Dream Girl of '67 (1967)
- The Mike Douglas Show (1967)
- Rowan & Martin's Laugh-In (1968)
- The Art Linkletter Show (1970)
- The Tonight Show Starring Johnny Carson (1970-1973, 7 puntate)
- The Cross-Wits (1976-1977, 2 puntate)
- Rhyme and Reason  (1976)
- Men Who Rate a 10  (1980)
- Hollywood Women (1994)

## Doppiatrici italiane
- Rosetta Calavetta in: Donatella, Parola di ladro, Totò, Eva e il pennello proibito, Roulotte e roulette, Giulio Cesare contro i pirati
- Lydia Simoneschi in: L'americano, Totò, Vittorio e la dottoressa, Marinai, donne e guai
- Miranda Bonansea in: Le ali del falco
- Rina Morelli in: La mano vendicatrice
- Fiorella Betti in: Sindacato di Chicago
- Maria Pia Di Meo in: Maracaibo
- Dhia Cristiani in: I baccanali di Tiberio
- Giuliana Lojodice in: Il mio amico Jekyll
- Livia Giampalmo in: Ai confini della realtà

## Discografia italiana

### Album
- 1955 - Cha Cha Cha (Philips B 07097 L, LP) con Xavier Cugat And His Orchestra
- 1958 - Be Mine Tonight (RCA Italiana, LP) con Tito Puente e la sua Orchestra
- 1958 - The Lady In Red (RCA Victor, LP) con Sid Ramin's Orchestra
- 1959 - Where There's A Man (RCA Victor LPM-1899, LP) con Sid Ramin's Orchestra
- 1961 - Abbe Lane With Xavier Cugat And His Orchestra (Mercury MG 20643, LP) con Xavier Cugat And His Orchestra
- 1964 - The Many Sides of Abbe Lane (Mercury MG 20930, LP)
- 1980 - Rainbows (Derby DBR20196, Ristampato nel 1981 su etichetta Record Bazaar RB 317, LP)

### Raccolte
- 1978 - Xavier Cugat / Abbe Lane (RCA Serie Linea Tre, NL 42732, LP)
- 1981 - Pan, Amor Y.... Abbe Lane (RCA Serie Linea Tre, NL 43613, LP)
- 1992 - El Negro Zumbon (Saludos Amigos - CD 62013, CD)
- 1994 - Xavier Cugat And His Orchestra Guest: Abbe Lane (Cameo - CD 3524, CD)
- 1995 - El americano (Saludos Amigos - CD 62078, CD)

### EP
- 1958 - Be Mine Tonight (RCA Italiana, EPA-1-1554 7", EP, 45 RPM) con Tito Puente e la sua Orchestra

### Singoli
- 1954 - Americano (Nightingale)/Roma bella (Cetra, DC 6261, 10", 78 RPM) Abbe Lane E I Suoi Solisti
- 1959 - Cha cha rock 'n' roll/Ooh what a lover (RCA Italiana, 45N 0767, 7", 45 RPM)
- 1959 - Pan, amore, y cha cha cha/Take it easy (RCA Italiana, 45N 0986, 7", 45 RPM)
- 1981 - I Love New York/Down Town (Polydor, 2060 243, 7", 45 RPM)